# Тур WTA 1976
Тур WTA 1976 тривав з кінця грудня 1975 до грудня 1976 року та містив 37 турнірів.
Тур був поділений на дві серії: Virginia Slims Circuit (11-тижневий тур Сполученими Штатами) і Woman's International Grand Prix.

## Графік
Нижче наведено повний розклад  турнірів сезону, включаючи перелік тенісистів, які дійшли на турнірах щонайменше до чвертьфіналу.
Позначення
| Турніри Великого шолома          |
| Virginia Slims championships     |
| Virginia Slims Circuit           |
| Women's International Grand Prix |
| Турніри поза серіями             |
| Командні змагання                |

### Січень
| Тиждень   | Турнір | Чемпіонки                                        | Фіналістки                               | Півфіналістки                      | Чвертьфіналістки                                              |
| --------- | --- | ------------------------------------------------ | ---------------------------------------- | ---------------------------------- | ------------------------------------------------------------- |
| 26 грудня | Відкритий чемпіонат Австралії з тенісу Мельбурн, Австралія Великий Шолом Трава – 56S/24D Одиночний розряд – Парний розряд      | Івонн Гулагонг-Коулі 6–3, 6–2                    | Рената Томанова                          | Гелен Гурлей Елізабет Екблом       | Леслі Боурі Гайді Айстерленер Гельга Мастгофф Крістін Метісон |
| 26 грудня | Відкритий чемпіонат Австралії з тенісу Мельбурн, Австралія Великий Шолом Трава – 56S/24D Одиночний розряд – Парний розряд      | Івонн Гулагонг-Коулі Гелен Гурлей 8–1            | Леслі Тернер Боурі Рената Томанова       | Гелен Гурлей Елізабет Екблом       | Леслі Боурі Гайді Айстерленер Гельга Мастгофф Крістін Метісон |
| 5 січня   | L`Eggs World Series Austin, Texas, USA Турнір поза серіями – Тверде – 32S/8D Одиночний розряд – Парний розряд                  | Кріс Еверт 6–3, 7–6                              | Івонн Гулагонг-Коулі                     | Вірджинія Вейд Мартіна Навратілова |                                                               |
| 12 січня  | Virginia Slims of Houston Х'юстон, США Virginia Slims $75,000 – Килим (i) – 32S/12D Одиночний розряд – Парний розряд           | Мартіна Навратілова 6–3, 6–4                     | Кріс Еверт                               | Розмарі Касалс Ненсі Річі          | Сью Баркер Ольга Морозова Марсі Луї Рената Томанова           |
| 12 січня  | Virginia Slims of Houston Х'юстон, США Virginia Slims $75,000 – Килим (i) – 32S/12D Одиночний розряд – Парний розряд           | Франсуаз Дюрр Розмарі Касалс 6–0, 7–5            | Мартіна Навратілова Кріс Еверт           | Розмарі Касалс Ненсі Річі          | Сью Баркер Ольга Морозова Марсі Луї Рената Томанова           |
| 19 січня  | Virginia Slims of Washington Washington, D.C., США Virginia Slims $75,000 – Килим (i)– 32S/8D Одиночний розряд – Парний розряд | Кріс Еверт 6–2, 6–1                              | Вірджинія Вейд                           | Сью Баркер Террі Голледей          | Міма Яушовець Ольга Морозова Леслі Гант Наталія Чмирьова      |
| 19 січня  | Virginia Slims of Washington Washington, D.C., США Virginia Slims $75,000 – Килим (i)– 32S/8D Одиночний розряд – Парний розряд | Ольга Морозова Вірджинія Вейд 7–6, 6–2           | Венді Овертон Мона Геррант               | Сью Баркер Террі Голледей          | Міма Яушовець Ольга Морозова Леслі Гант Наталія Чмирьова      |
| 26 січня  | Virginia Slims of Chicago Чикаго, США Virginia Slims $75,000 – Килим (i) – 32S/10D Одиночний розряд – Парний розряд            | Івонн Гулагонг-Коулі 3–6, 6–4, 6–2               | Вірджинія Вейд                           | Мартіна Навратілова Ненсі Річі     | Синтія Дорнер Ольга Морозова Наталія Чмирьова Венді Овертон   |
| 26 січня  | Virginia Slims of Chicago Чикаго, США Virginia Slims $75,000 – Килим (i) – 32S/10D Одиночний розряд – Парний розряд            | Ольга Морозова Вірджинія Вейд 6–7(4–5), 6–4, 6–4 | Івонн Гулагонг-Коулі Мартіна Навратілова | Мартіна Навратілова Ненсі Річі     | Синтія Дорнер Ольга Морозова Наталія Чмирьова Венді Овертон   |

### Лютий
| Тиждень   | Турнір | Чемпіонки                                  | Фіналістки                  | Півфіналістки                      | Чвертьфіналістки                                     |
| --------- | --- | ------------------------------------------ | --------------------------- | ---------------------------------- | ---------------------------------------------------- |
| 3 лютого  | Virginia Slims of Akron Акрон (Огайо), США Virginia Slims $75,000 – Килим (i) – 32S Одиночний розряд – Парний розряд | Івонн Гулагонг-Коулі 6–2, 3–6, 6–2         | Вірджинія Вейд              | Розмарі Касалс Ольга Морозова      | Іріс Рідель Ненсі Річі Міма Яушовець Сью Баркер      |
| 3 лютого  | Virginia Slims of Akron Акрон (Огайо), США Virginia Slims $75,000 – Килим (i) – 32S Одиночний розряд – Парний розряд | Брігітт Куйперс Мона Геррант 6–4, 7–6(5–4) | Глініс Коулс Florenţa Mihai | Розмарі Касалс Ольга Морозова      | Іріс Рідель Ненсі Річі Міма Яушовець Сью Баркер      |
| 17 лютого | Virginia Slims of Detroit Детройт, США Virginia Slims $75,000 – Килим (i) – 32S Одиночний розряд – Парний розряд     | Кріс Еверт 6–4, 6–2                        | Розмарі Касалс              | Террі Голледей Маріта Редондо      | Еллі Аппел-Вессіс Марсі Луї Бетті Стеве Енн Кійомура |
| 17 лютого | Virginia Slims of Detroit Детройт, США Virginia Slims $75,000 – Килим (i) – 32S Одиночний розряд – Парний розряд     | Мона Геррант Енн Кійомура 6–3, 6–4         | Кріс Еверт Бетті Стеве      | Террі Голледей Маріта Редондо      | Еллі Аппел-Вессіс Марсі Луї Бетті Стеве Енн Кійомура |
| 24 лютого | Virginia Slims of Sarasota Сарасота, США Virginia Slims $75,000 – Килим (i) – 32S Одиночний розряд – Парний розряд   | Кріс Еверт 6–3, 6–0                        | Івонн Гулагонг-Коулі        | Мартіна Навратілова Розмарі Касалс | Керрі Меєр Мона Геррант Міма Яушовець Леслі Гант     |
| 24 лютого | Virginia Slims of Sarasota Сарасота, США Virginia Slims $75,000 – Килим (i) – 32S Одиночний розряд – Парний розряд   | Мартіна Навратілова Бетті Стеве 6–1, 6–0   | Мона Геррант Енн Кійомура   | Мартіна Навратілова Розмарі Касалс | Керрі Меєр Мона Геррант Міма Яушовець Леслі Гант     |

### Березень
| Тиждень    | Турнір | Чемпіонки                                 | Фіналістки                   | Півфіналістки                    | Чвертьфіналістки                                              |
| ---------- | --- | ----------------------------------------- | ---------------------------- | -------------------------------- | ------------------------------------------------------------- |
| 1 березня  | Virginia Slims of San Francisco San Francisco, США Virginia Slims $75,000 – Килим (i) – 32S/8D Одиночний розряд – Парний розряд | Кріс Еверт 7–5, 7–6(5–2)                  | Івонн Гулагонг-Коулі         | Террі Голледей Маріта Редондо    | Розмарі Касалс Мартіна Навратілова Вірджинія Вейд Ненсі Річі  |
| 1 березня  | Virginia Slims of San Francisco San Francisco, США Virginia Slims $75,000 – Килим (i) – 32S/8D Одиночний розряд – Парний розряд | Біллі Джин Кінг Бетті Стеве 6–4, 6–1      | Розмарі Касалс Франсуаз Дюрр | Террі Голледей Маріта Редондо    | Розмарі Касалс Мартіна Навратілова Вірджинія Вейд Ненсі Річі  |
| 15 березня | Virginia Slims of Dallas Даллас, США Virginia Slims $75,000 – Килим (i) – 32S/10D Одиночний розряд – Парний розряд              | Івонн Гулагонг-Коулі 6–1, 6–1             | Мартіна Навратілова          | Керрі Мелвілл Маріта Редондо     | Грір Стівенс Бетті Стеве Керрі Меєр Наталія Чмирьова          |
| 15 березня | Virginia Slims of Dallas Даллас, США Virginia Slims $75,000 – Килим (i) – 32S/10D Одиночний розряд – Парний розряд              | Мона Геррант Енн Кійомура 6–3, 4–6, 6–4   | Грір Стівенс Маріта Редондо  | Керрі Мелвілл Маріта Редондо     | Грір Стівенс Бетті Стеве Керрі Меєр Наталія Чмирьова          |
| 22 березня | Virginia Slims of Boston Бостон, США Virginia Slims $75,000 – Килим (i) – 32S/12D Одиночний розряд – Парний розряд              | Івонн Гулагонг-Коулі 6–2, 6–0             | Вірджинія Вейд               | Розмарі Касалс Діанне Фромгольтц | Керрі Мелвілл Леслі Гант Наталія Чмирьова Міма Яушовець       |
| 22 березня | Virginia Slims of Boston Бостон, США Virginia Slims $75,000 – Килим (i) – 32S/12D Одиночний розряд – Парний розряд              | Мона Геррант Енн Кійомура 3–6, 6–1, 7–5   | Розмарі Касалс Франсуаз Дюрр | Розмарі Касалс Діанне Фромгольтц | Керрі Мелвілл Леслі Гант Наталія Чмирьова Міма Яушовець       |
| 29 березня | Virginia Slims of Philadelphia Філадельфія, США Virginia Slims $75,000 – Килим (i) – 32S/11D Одиночний розряд – Парний розряд   | Івонн Гулагонг-Коулі 6–3, 7–6(5–3)        | Кріс Еверт                   | Вірджинія Вейд Сью Баркер        | Діанне Фромгольтц Ольга Морозова Керрі Мелвілл Розмарі Касалс |
| 29 березня | Virginia Slims of Philadelphia Філадельфія, США Virginia Slims $75,000 – Килим (i) – 32S/11D Одиночний розряд – Парний розряд   | Біллі Джин Кінг Бетті Стеве 7–6(5–4), 6–4 | Розмарі Касалс Франсуаз Дюрр | Вірджинія Вейд Сью Баркер        | Діанне Фромгольтц Ольга Морозова Керрі Мелвілл Розмарі Касалс |

### Квітень
| Тиждень   | Турнір | Чемпіонки                          | Фіналістки    | Півфіналістки                                  | Чвертьфіналістки                                                               |
| --------- | --- | ---------------------------------- | ------------- | ---------------------------------------------- | ------------------------------------------------------------------------------ |
| 12 квітня | Virginia Slims Championships Лос-Анджелес, США Фінал WTA $150,000 – Килим (i) – 16S (8RR) Одиночний розряд – Парний розряд          | Івонн Гулагонг-Коулі 6–3, 5–7, 6–3 | Кріс Еверт    | Розмарі Касалс (3rd) Мартіна Навратілова (4th) | Сью Баркер (5th) Маріта Редондо (6th) Вірджинія Вейд (7th) Франсуаз Дюрр (8th) |
| 26 квітня | Family Circle Cup Амелія (острів), США Women's International Grand Prix $110,000 – Ґрунт – 32S/16D Одиночний розряд – Парний розряд | Кріс Еверт 6–2, 6–2                | Керрі Мелвілл | Мері Стратерс Сью Баркер                       | Бетті Стеве Леслі Гант Ілана Клосс Ненсі Річі                                  |
| 26 квітня | Family Circle Cup Амелія (острів), США Women's International Grand Prix $110,000 – Ґрунт – 32S/16D Одиночний розряд – Парний розряд | Лінкі Бошофф Ілана Клосс           |               | Мері Стратерс Сью Баркер                       | Бетті Стеве Леслі Гант Ілана Клосс Ненсі Річі                                  |

### Травень
| Тиждень            | Турнір | Чемпіонки                               | Фіналістки                           | Півфіналістки                   | Чвертьфіналістки                                                           |
| ------------------ | --- | --------------------------------------- | ------------------------------------ | ------------------------------- | -------------------------------------------------------------------------- |
| 10 травня          | British Hard Court Championships Борнмут, Велика Британія Турнір поза серіями Ґрунт Одиночний розряд – Парний розряд                 | Гельга Ніссен Мастгофф 5–7, 6–3, 6–3    | Сью Баркер                           | Гейл Шанфро Лінкі Бошофф        | Лінда Моттрем Белінда Томпсон Глініс Коулс Венді Тернбулл                  |
| 10 травня          | British Hard Court Championships Борнмут, Велика Британія Турнір поза серіями Ґрунт Одиночний розряд – Парний розряд                 | Лінкі Бошофф Ілана Клосс 6–3, 6–2       | Леслі Чарлз С'ю Меппін               | Гейл Шанфро Лінкі Бошофф        | Лінда Моттрем Белінда Томпсон Глініс Коулс Венді Тернбулл                  |
| 17 травня          | Grand Prix German Open Гамбург, Західна Німеччина Women's International Grand Prix $30,000 – Ґрунт Одиночний розряд – Парний розряд  | Сью Баркер 6–3, 6–1                     | Рената Томанова                      | Вірджинія Рузіч Міма Яушовець   | Іріс Рідель Гельга Ніссен Мастгофф Глініс Коулс Регіна Маршикова           |
| 17 травня          | Grand Prix German Open Гамбург, Західна Німеччина Women's International Grand Prix $30,000 – Ґрунт Одиночний розряд – Парний розряд  | Лінкі Бошофф Ілана Клосс 4–6, 7–5, 6–1  | Лора Дюпонт Венді Тернбулл           | Вірджинія Рузіч Міма Яушовець   | Іріс Рідель Гельга Ніссен Мастгофф Глініс Коулс Регіна Маршикова           |
| 24 травня          | Internazionali d'Italia Rome, Італія Women's International Grand Prix $30,000 – Ґрунт Одиночний розряд – Парний розряд               | Міма Яушовець 6–1, 6–3                  | Леслі Гант                           | Регіна Маршикова Флоренца Міхай | Сью Баркер Лінкі Бошофф Гейл Шанфро Бет Нортон                             |
| 24 травня          | Internazionali d'Italia Rome, Італія Women's International Grand Prix $30,000 – Ґрунт Одиночний розряд – Парний розряд               | Лінкі Бошофф Ілана Клосс 6–1, 6–2       | Вірджинія Рузіч Маріана Сіміонеску   | Регіна Маршикова Флоренца Міхай | Сью Баркер Лінкі Бошофф Гейл Шанфро Бет Нортон                             |
| 31 травня 7 червня | Відкритий чемпіонат Франції з тенісу Paris, Франція Великий Шолом Ґрунт (Red) – 64S/22D/24X Одиночний розряд – Парний розряд – Мікст | Сью Баркер 6–2, 0–6, 6–2                | Рената Томанова                      | Флоренца Міхай Вірджинія Рузіч  | Гельга Ніссен Мастгофф Кеті Кюйкендалл Мирослава Голубова Регіна Маршикова |
| 31 травня 7 червня | Відкритий чемпіонат Франції з тенісу Paris, Франція Великий Шолом Ґрунт (Red) – 64S/22D/24X Одиночний розряд – Парний розряд – Мікст | Фйорелла Бонічеллі Гейл Шанфро 6–3, 6–2 | Кетлін Гартер Гельга Ніссен Мастгофф | Флоренца Міхай Вірджинія Рузіч  | Гельга Ніссен Мастгофф Кеті Кюйкендалл Мирослава Голубова Регіна Маршикова |
| 31 травня 7 червня | Відкритий чемпіонат Франції з тенісу Paris, Франція Великий Шолом Ґрунт (Red) – 64S/22D/24X Одиночний розряд – Парний розряд – Мікст | Ілана Клосс Кім Ворвік 5–7, 7–6, 6–2    | Лінкі Бошофф Колін Даудесвелл        | Флоренца Міхай Вірджинія Рузіч  | Гельга Ніссен Мастгофф Кеті Кюйкендалл Мирослава Голубова Регіна Маршикова |

### Червень
| Тиждень             | Турнір | Чемпіонки                                                                                             | Фіналістки                  | Півфіналістки                      | Чвертьфіналістки                                       |
| ------------------- | --- | --- | --------------------------- | ---------------------------------- | ------------------------------------------------------ |
| 14 червня           | Colgate International Істборн, Велика Британія Women's International Grand Prix $25,000 – Трава Одиночний розряд – Парний розряд | Кріс Еверт 8–6, 6–3                                                                                   | Вірджинія Вейд              | Ольга Морозова Мартіна Навратілова | Бетті Стеве Розмарі Касалс Бетсі Нагелсен Мона Геррант |
| 14 червня           | Colgate International Істборн, Велика Британія Women's International Grand Prix $25,000 – Трава Одиночний розряд – Парний розряд | Кріс Еверт / Мартіна Навратілова vs Ольга Морозова / Вірджинія Вейд 6–1, 1–1 not finished due to rain |                             | Ольга Морозова Мартіна Навратілова | Бетті Стеве Розмарі Касалс Бетсі Нагелсен Мона Геррант |
| 21 червня 28 червня | Вімблдонський турнір Лондон, Велика Британія Великий Шолом Трава – 96S/48D/64X Одиночний розряд – Парний розряд – Мікст          | Кріс Еверт 6–3, 4–6, 8–6                                                                              | Івонн Гулагонг-Коулі        | Мартіна Навратілова Вірджинія Вейд | Ольга Морозова Сью Баркер Керрі Мелвілл Розмарі Касалс |
| 21 червня 28 червня | Вімблдонський турнір Лондон, Велика Британія Великий Шолом Трава – 96S/48D/64X Одиночний розряд – Парний розряд – Мікст          | Кріс Еверт Мартіна Навратілова 6–1, 3–6, 7–5                                                          | Біллі Джин Кінг Бетті Стеве | Мартіна Навратілова Вірджинія Вейд | Ольга Морозова Сью Баркер Керрі Мелвілл Розмарі Касалс |
| 21 червня 28 червня | Вімблдонський турнір Лондон, Велика Британія Великий Шолом Трава – 96S/48D/64X Одиночний розряд – Парний розряд – Мікст          | Франсуаз Дюрр Тоні Роч 6–3, 2–6, 7–5                                                                  | Розмарі Касалс Дік Стоктон  | Мартіна Навратілова Вірджинія Вейд | Ольга Морозова Сью Баркер Керрі Мелвілл Розмарі Касалс |

### Липень
| Тиждень  | Турнір                                                                                  | Чемпіонки                                         | Фіналістки                       | Півфіналістки | Чвертьфіналістки |
| -------- | --------------------------------------------------------------------------------------- | ------------------------------------------------- | -------------------------------- | ------------- | ---------------- |
| 5 липня  | Swiss Open Gstaad, Швейцарія Турнір поза серіями Ґрунт Одиночний розряд – Парний розряд | Мішель Ґюрдал 4-6, 6–2, 6–3                       | Гейл Шанфро                      |               |                  |
| 5 липня  | Swiss Open Gstaad, Швейцарія Турнір поза серіями Ґрунт Одиночний розряд – Парний розряд | Бетсі Нагелсен Венді Тернбулл 6–4, 6–4            | Брігітт Куйперс Аннетт ван Зіль  |               |                  |
| 5 липня  | Swedish Open Бостад, Швеція Турнір поза серіями Ґрунт Одиночний розряд – Парний розряд  | Рената Томанова 6–3, 6–2                          | Гелена Анліот                    |               |                  |
| 5 липня  | Swedish Open Бостад, Швеція Турнір поза серіями Ґрунт Одиночний розряд – Парний розряд  | Ісабель Фернандес де Сото Міммі Вікстедт 6–1, 7–6 | Леслі Гант Рената Томанова       |               |                  |
| 12 липня | Head Open Кіцбюель, Австрія Турнір поза серіями Ґрунт Одиночний розряд – Парний розряд  | Венді Тернбулл 6–4, 5–7, 6–2                      | Вірджинія Рузіч                  |               |                  |
| 12 липня | Head Open Кіцбюель, Австрія Турнір поза серіями Ґрунт Одиночний розряд – Парний розряд  | Гелена Анліот Міммі Вікстедт 6–4, 2–6, 7–5        | Катя Еббінгаус Гайді Айстерленер |               |                  |

### Серпень
| Тиждень             | Турнір | Чемпіонки                                                  | Фіналістки                    | Півфіналістки                             | Чвертьфіналістки                                                                                   |
| ------------------- | --- | ---------------------------------------------------------- | ----------------------------- | ----------------------------------------- | -------------------------------------------------------------------------------------------------- |
| 9 серпня            | US Clay Court Championships Індіанаполіс, США Women's International Grand Prix $35,000 – Ґрунт Одиночний розряд – Парний розряд | Кеті Мей 6–4, 4–6, 6–2                                     | Брігітт Куйперс               | Фйорелла Бонічеллі Гельга Ніссен Мастгофф | Леслі Гант Лора Дюпонт Мері Стратерс Лінкі Бошофф                                                  |
| 9 серпня            | US Clay Court Championships Індіанаполіс, США Women's International Grand Prix $35,000 – Ґрунт Одиночний розряд – Парний розряд | Фйорелла Бонічеллі Ісабель Фернандес де Сото 3–6, 7–5, 6–3 | Гейл Шанфро Джулі Гелдман     | Фйорелла Бонічеллі Гельга Ніссен Мастгофф | Леслі Гант Лора Дюпонт Мері Стратерс Лінкі Бошофф                                                  |
| 16 серпня           | Rothmans Canadian Open Торонто, Канада Women's International Grand Prix $35,000 – Ґрунт Одиночний розряд – Парний розряд        | Міма Яушовець 6–2, 6–0                                     | Леслі Гант                    | Вірджинія Рузіч Синтія Дорнер             | Сью Баркер Кеті Мей Регіна Маршикова Лора Дюпонт                                                   |
| 16 серпня           | Rothmans Canadian Open Торонто, Канада Women's International Grand Prix $35,000 – Ґрунт Одиночний розряд – Парний розряд        | Синтія Дорнер Джанет Ньюберрі 6–7, 6–3, 6–1                | Сью Баркер Пем Тігуарден      | Вірджинія Рузіч Синтія Дорнер             | Сью Баркер Кеті Мей Регіна Маршикова Лора Дюпонт                                                   |
| 16 серпня           | WTA Westchester Invitational Вестчестер (округ, Нью-Йорк), США Турнір поза серіями Ґрунт                                        | Бет Нортон 1–6, 7–5, 6–3                                   | Рута Герулайтіс               | Джанет Ньюберрі Мері Карілло              | Лора Дюпонт Дженіс Меткалф Cecilia Martinez Венді Овертон                                          |
| 23 серпня           | Federation Cup Philadelphia, США Federation Cup Килим (i) – 31 teams knockout                                                   | Сполучені Штати Америки · 2–1                              | Австралія                     | Нідерланди · Велика Британія              | Швейцарія · Данія · Південно-Африканська Республіка · Федеративна Республіка Німеччина (1949—1990) |
| 23 серпня           | Tennis Week Open Орандж (Нью-Джерсі), USA Турнір поза серіями Ґрунт                                                             | Маріс Крюгер 6–3, 6–2                                      | Лі Антонопліс                 | Флоранс Геді Рене Річардс                 | Linda Thomas Сью Мегмедбасіч Керрі Меєр Kathy Harter                                               |
| 30 серпня 6 вересня | Відкритий чемпіонат США з тенісу Нью-Йорк, США Великий Шолом Ґрунт – 64S/32D/32X Одиночний розряд – Парний розряд – Мікст       | Кріс Еверт 6–3, 6–0                                        | Івонн Гулагонг-Коулі          | Міма Яушовець Діанне Фромгольтц           | Наталія Чмирьова Вірджинія Рузіч Зенда Лісс Розмарі Касалс                                         |
| 30 серпня 6 вересня | Відкритий чемпіонат США з тенісу Нью-Йорк, США Великий Шолом Ґрунт – 64S/32D/32X Одиночний розряд – Парний розряд – Мікст       | Лінкі Бошофф Ілана Клосс 6–1, 6–4                          | Ольга Морозова Вірджинія Вейд | Міма Яушовець Діанне Фромгольтц           | Наталія Чмирьова Вірджинія Рузіч Зенда Лісс Розмарі Касалс                                         |
| 30 серпня 6 вересня | Відкритий чемпіонат США з тенісу Нью-Йорк, США Великий Шолом Ґрунт – 64S/32D/32X Одиночний розряд – Парний розряд – Мікст       | Біллі Джин Кінг Філ Дент 3–6, 6–2, 7–5                     | Бетті Стеве Фрю Макміллан     | Міма Яушовець Діанне Фромгольтц           | Наталія Чмирьова Вірджинія Рузіч Зенда Лісс Розмарі Касалс                                         |

### Вересень
| Тиждень    | Турнір | Чемпіонки                             | Фіналістки                 | Півфіналістки                           | Чвертьфіналістки                                        |
| ---------- | --- | ------------------------------------- | -------------------------- | --------------------------------------- | ------------------------------------------------------- |
| 13 вересня | US Indoor Championships Атланта, США Women's International Grand Prix $75,000 – Килим (i) Одиночний розряд – Парний розряд | Вірджинія Вейд 5–7, 7–5, 7–5          | Бетті Стеве                | Діанне Фромгольтц Венді Тернбулл        | Вінні Шоу Маріс Крюгер Брігітт Куйперс Джоанн Расселл   |
| 13 вересня | US Indoor Championships Атланта, США Women's International Grand Prix $75,000 – Килим (i) Одиночний розряд – Парний розряд | Розмарі Касалс Франсуаз Дюрр 6–0, 6–4 | Бетті Стеве Вірджинія Вейд | Діанне Фромгольтц Венді Тернбулл        | Вінні Шоу Маріс Крюгер Брігітт Куйперс Джоанн Расселл   |
| 27 вересня | Toray Sillook Open Токіо, Японія Турнір поза серіями $50,000 – Килим (i)                                                   | Бетті Стеве 1–6, 6–4, 6–3             | Маргарет Корт              | Валері Зігенфусс (3rd) Леслі Гант (4th) | Бетсі Нагелсен Рейні Фокс Вірджинія Вейд Маріта Редондо |

### Жовтень
| Тиждень   | Турнір | Чемпіонки                                     | Фіналістки                         | Півфіналістки                   | Чвертьфіналістки                                           |
| --------- | --- | --------------------------------------------- | ---------------------------------- | ------------------------------- | ---------------------------------------------------------- |
| 4 жовтня  | Thunderbird Classic Фінікс, США Women's International Grand Prix $60,000 – Тверде Одиночний розряд – Парний розряд | Кріс Еверт 6–1, 7–5                           | Діанне Фромгольтц                  | Бетті Стеве Мартіна Навратілова | Террі Голледей Джоанн Расселл Біллі Джин Кінг Мона Геррант |
| 4 жовтня  | Thunderbird Classic Фінікс, США Women's International Grand Prix $60,000 – Тверде Одиночний розряд – Парний розряд | Біллі Джин Кінг Бетті Стеве 6–2, 6–1          | Лінкі Бошофф Ілана Клосс           | Бетті Стеве Мартіна Навратілова | Террі Голледей Джоанн Расселл Біллі Джин Кінг Мона Геррант |
| 11 жовтня | World Invitational Tennis Classic Гілтон-Гед-Айленд (Південна Кароліна), США Турнір поза серіями Ґрунт Draw        | Івонн Гулагонг-Коулі 6–3, 6–4                 | Вірджинія Вейд                     |                                 |                                                            |
| 11 жовтня | World Invitational Tennis Classic Гілтон-Гед-Айленд (Південна Кароліна), США Турнір поза серіями Ґрунт Draw        | Сью Баркер Івонн Гулагонг-Коулі 6–4, 4–6, 6–3 | Мартіна Навратілова Вірджинія Вейд |                                 |                                                            |

### Листопад
| Тиждень      | Турнір                                                                     | Чемпіонки                | Фіналістки      | Півфіналістки                      | Чвертьфіналістки                                       |
| ------------ | -------------------------------------------------------------------------- | ------------------------ | --------------- | ---------------------------------- | ------------------------------------------------------ |
| 1 листопада  | Japan Open Tokyo, Японія Турнір поза серіями Ґрунт                         | Венді Тернбулл 6–1, 6–1  | Мішель Ґюрдал   |                                    |                                                        |
| 1 листопада  | Wightman Cup Crystal Palace, Лондон, Англія Тверде (i) Team event          | США 5–2                  | Велика Британія |                                    |                                                        |
| 25 листопада | Gunze World Tennis Tokyo, Японія Турнір поза серіями $100,000 – Тверде (i) | Кріс Еверт 6–2, 7–6(7–4) | Сью Баркер      | Розмарі Касалс Мартіна Навратілова | Рената Томанова Франсуаз Дюрр Енн Кійомура Джінн Еверт |

## Рейтинги
Нижче наведено двадцять перших на кінець року гравчинь у рейтингу WTA в одиночному розряді.
| Одиночний розряд< | Одиночний розряд<          | Одиночний розряд< | Одиночний розряд< | Одиночний розряд< |
| ----------------- | -------------------------- | ----------------- | ----------------- | ----------------- |
| Ранг              | Тенісистка                 | Пункти            | 1976              | Зміна             |
| 1                 | Кріс Еверт (USA)           | 16.990            | 1                 | =                 |
| 2                 | Івонн Гулагонг-Коулі (AUS) | 16.326            | 5                 | +3                |
| 3                 | Вірджинія Вейд (GBR)       | 10.933            | 2                 | -1                |
| 4                 | Мартіна Навратілова (USA)  | 10.272            | 3                 | -1                |
| 5                 | Діанне Фромгольтц (AUS)    | 8.012             | 20                | +15               |
| 6                 | Розмарі Касалс (USA)       | 7.644             | 12                | +6                |
| 7                 | Бетті Стеве (NED)          | 7.158             | 22                | +15               |
| 8                 | Керрі Мелвілл (AUS)        | 7.064             | 10                | +2                |
| 9                 | Ольга Морозова (USSR)      | 6.523             | 7                 | -2                |
| 10                | Сью Баркер (GBR)           | 6.480             | 19                | +9                |
| 11                | Міма Яушовець (YUG)        | 5.702             | 40                | +29               |
| 12                | Ненсі Річі (USA)           | 5.525             | 8                 | -4                |
| 13                | Террі Голледей (USA)       | 4.132             | 26                | +13               |
| 14                | Наталія Чмирьова (USSR)    | 5.066             | 21                | +7                |
| 15                | Франсуаз Дюрр (FRA)        | 4.639             | 9                 | -6                |
| 16                | Маріта Редондо (USA)       | 4.603             | 60                | +44               |
| 17                | Грір Стівенс (RSA)         | 4.522             | 48                | +31               |
| 18                | Джоанн Расселл (USA)       | 4.493             | 35                | +17               |
| 19                | Кеті Мей (USA)             | 4.277             | 57                | +38               |
| 20                | Мона Геррант (USA)         | 4.236             | NR                | NR                |

## See also
- Grand Prix 1976